# Сергіївський майдан
Сергіївський майдан (у XIX — на початку XX століть Надлопа́нська площа, у 1932—1936 роках — Площа Декабри́стів, у 1936—2016 роках — Пролета́рський майдан)  — майдан у центрі Харкова, утворився у XVIII столітті. Більша частина відноситься до Шевченківського району Харкова, а невелика південна частина — до Основ'янського району.
Розташований на лівому березі річки Лопань під Університетською гіркою. Сергіївський майдан обмежений з півночі Соборним узвозом, з південного сходу Павлівським майданом. З північної сторони виходить Клочківська вулиця, з західної — Лопанським мостом починається Полтавський Шлях. З південної частини площі починається Банний провулок, що веде до Рибного майдану. Купецький міст веде до Благовіщенського майдану.

## Історія

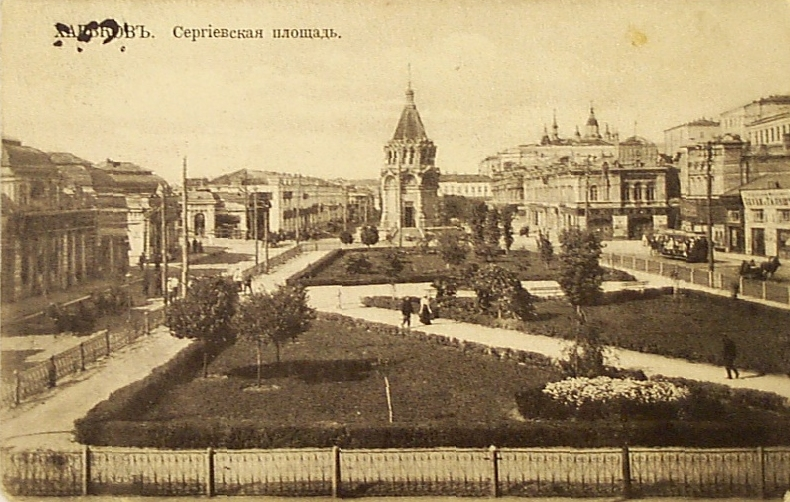
Вигляд на Сергіївський майдан і Олександро-Невську каплицю. Початок ХХ століття

Площа почала формуватися на початку XVIII століття і спочатку мала назву Базарна. Тоді вздовж берега річки Лопань тягнувся ряд дерев'яних їдалень, а зі східного боку площі на колишньому валу Харківської фортеці, нижче Університетської гірки, збудували дерев'яні лавки. Торги на Лопанському базарі відбувалися чотири рази на тиждень. У 1820-х роках був збудований критий дерев'яний ринок. Велика пожежа 1835 року, викликана загорянням мастильних складів, які розташовувалися на схилі Університетської гірки, знищила усі будівлі та сходи, які вели на гірку. Згодом базар з площі прибрали..
У першій половині XIX століття почалися роботи з благоустрою Базарної площі. Тоді ж збудували дерев'яні сходи з площі на гірку, яка розташовувалася північніше сучасної. У 1850-х роках під гіркою поруч із Купецьким узвозом був збудований Сергіївський ряд, що отримав назву на честь губернатора. Між Сергіївським рядом і річкою збудували Московський ряд. Тоді ж площа отримала нову назву — Сергіївська. 1868 року дерев'яні сходи замінили кам'яними, що знаходилися південніше старих навпроти Лопанського моста й початку Катеринославської вулиці. У 1875 році на ділянці від нових сходів до Сергіївського ряду збудували Новосергіївський ряд. 2 листопада 1882 року згідно з постановою міської думи другий поверх Ново-Сергіївського ряду був відданий під новостворений міський музей. 14 грудня 1886-го був відкритий міський промислово-художній музей, який став другим провінційним загальнодоступним міським музеєм за часом заснування у Російській імперії (після Саратова) і першим на території України.
Приміщення музею, реконструйовані архітектором С. І. Загоскіним, знаходилися на другому поверсі, а вхід у них був організований з однієї з проміжних майданчиків сходів на гірку. У радянські часи музей став називатися Музеєм історії Слобідської України ім. Г. С. Сковороди.

Наприкінці XIX століття Сергіївський ряд згорів і у 1890 році на його місці був збудований двоповерховий Миколаївський ряд за проєктом архітектора А. К. Шпігеля. У 1898 році вздовж берега річки Лопань збудували ряд кам'яних будинків за проєктами академіка архітектури Олексія Миколайовича Бекетова та каплицю. Поруч з ними розташовувався круглий балаган з панорамою «Голгофа», пізніше 1915 року, переобладнаний у «народний кінематограф Маяк». У південній частині площі збудували «Гранд-готель», у радянський час перейменований у готель «Спартак».

Будівлі на Сергіївській площі на початку XX століття
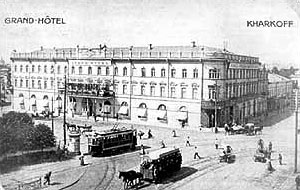
Гранд-готель, розташований на розі Сергіївської і Павлівської площ.
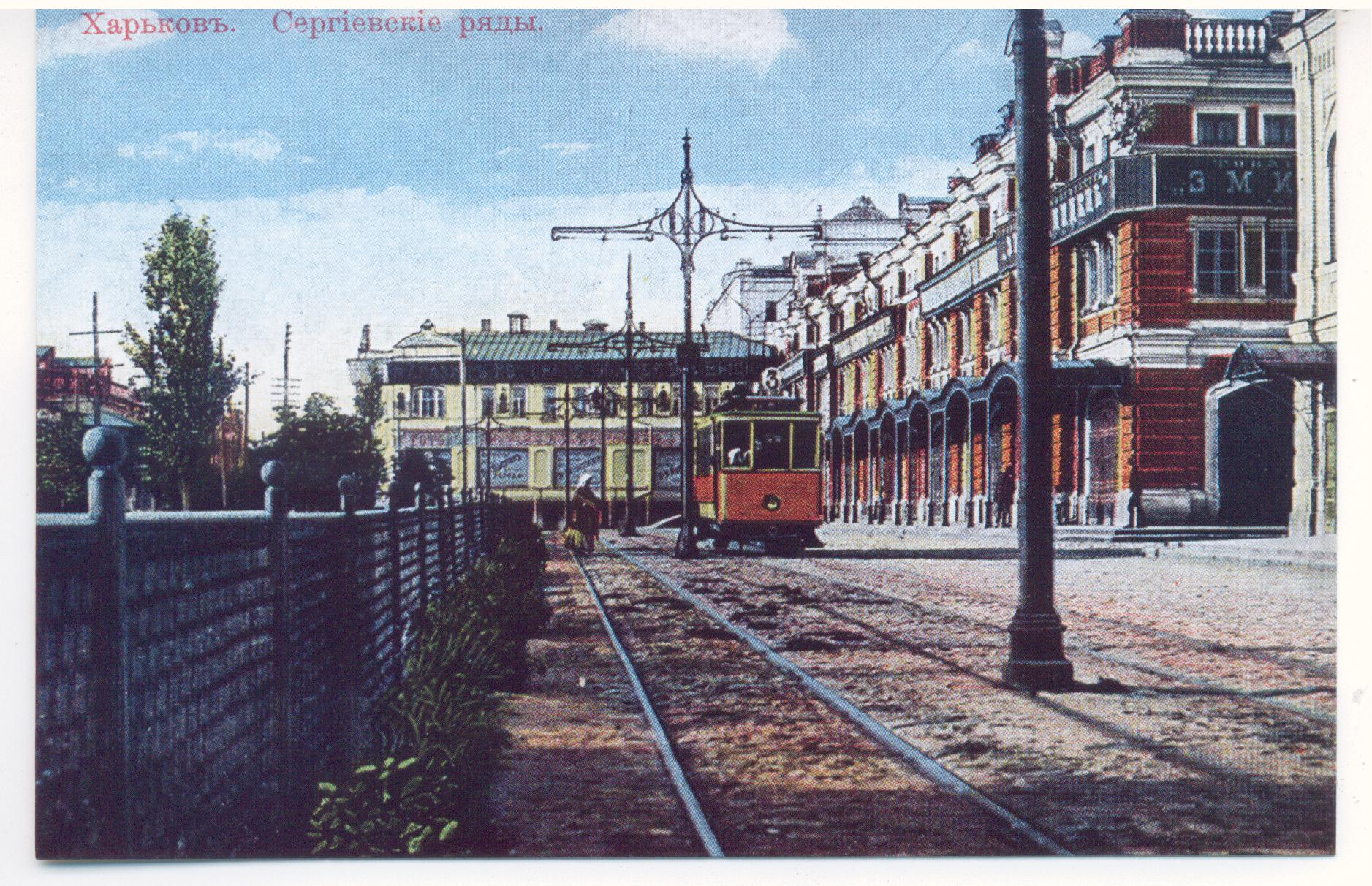
Сергіївський ряд
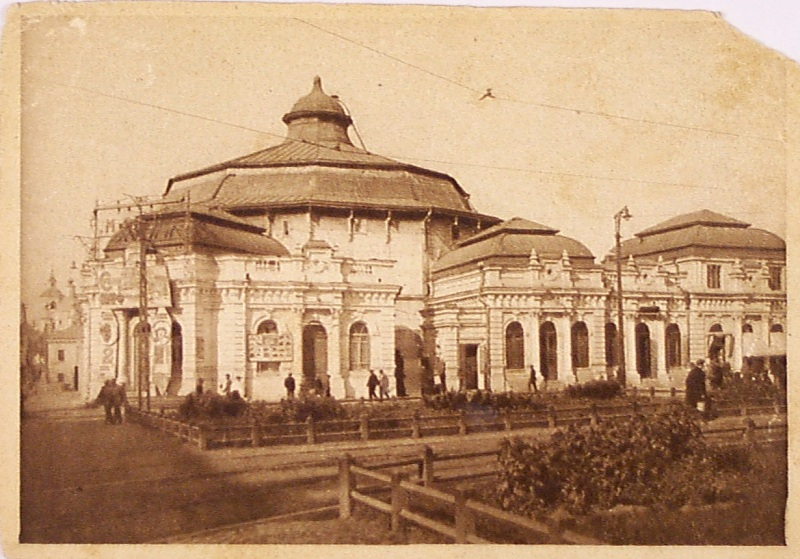
Кам'яні лавки та балаган з панорамою «Голгофа», зведений за проєктом Олексія Бекетова
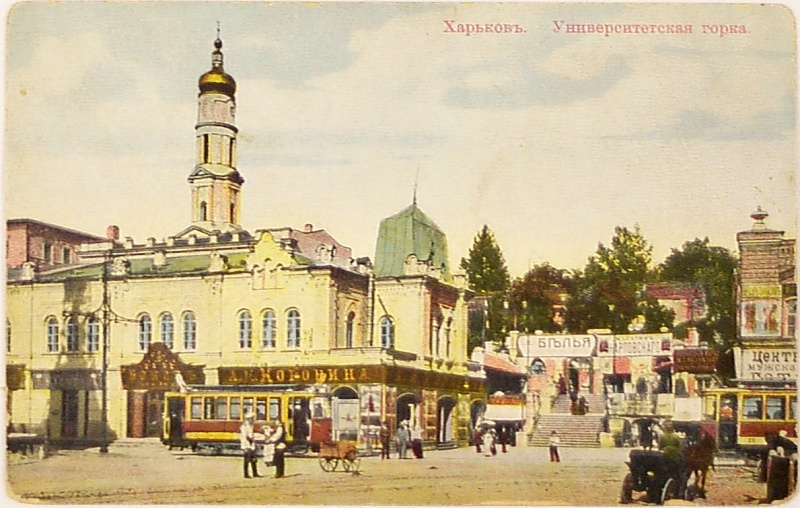
Університетські сходи та будівля Сергіївського ряду, де на другому поверсі розташовувався Харківський художньо-промисловий музей
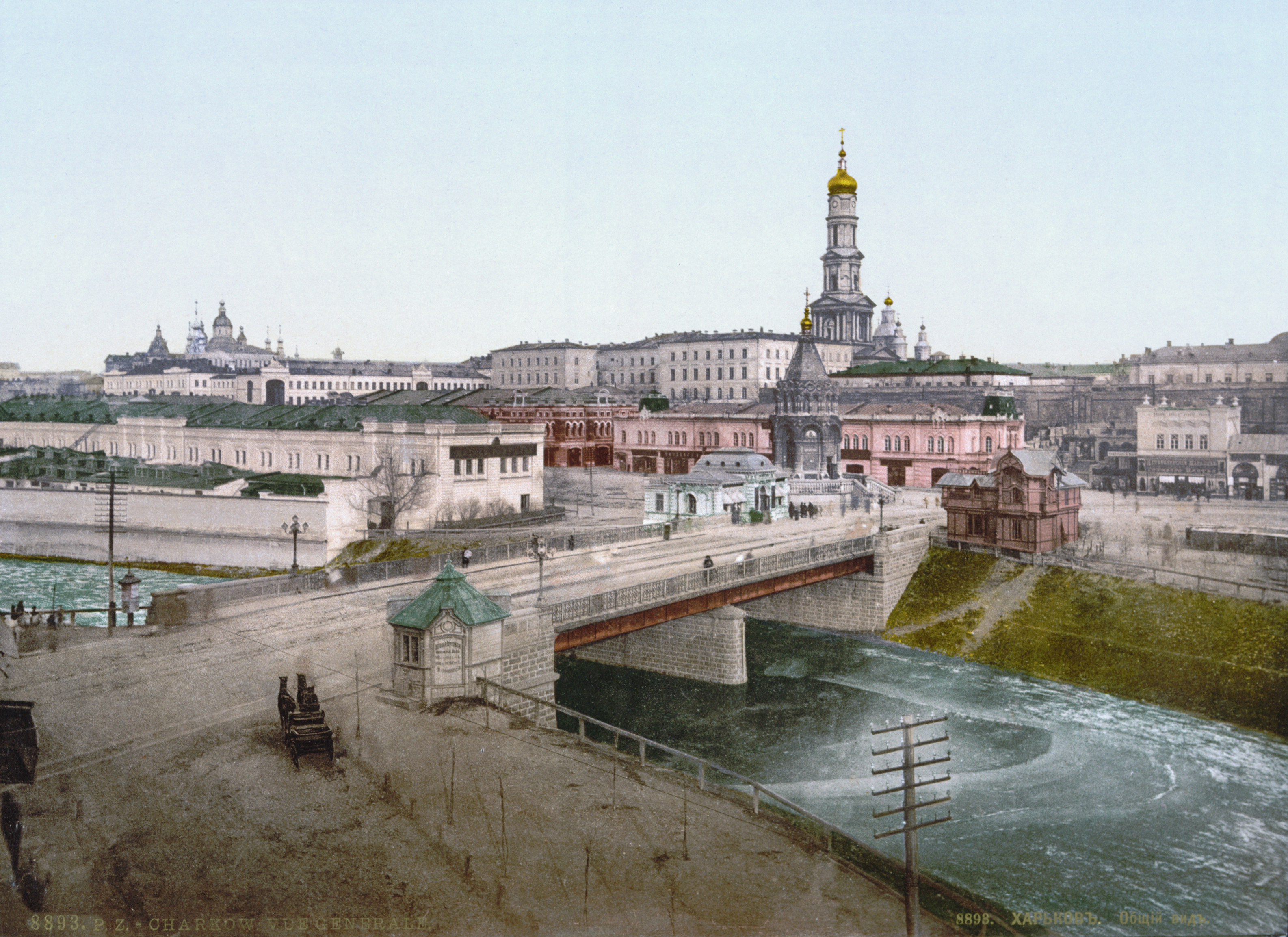
Вигляд на Сергіївський майдан і Університетську гірку з протилежного боку річки Лопань. Початок ХХ ст.

1932 року з нагоди святкування 15-річчя Жовтневої революції площу перейменували у Пролетарську. У першій половині XX століття площу заасфальтували, розбили новий сквер, звели нові сходи на гірку, а біля Лопанського моста була збудована нова пристань з широкими сходами до річки. Під час німецько-радянської війни усі будівлі на площі були знищені. у післявоєнні роки завали розібрали й замінили на сквери. 1957 року на гірку збудували нові широкі сходи за проєктом архітекторів Б. Г. Клейна та І. І. Приходько. 1985 року у сквері на площі за проєктом архітекторів І. М. Рукавішнікова та Г. М. Макаревича встановили бюст на честь державного діяча, двічі Героя Соцпраці, голови Ради Міністрів СРСР у 1980—1985 роках, одного з найстаріших голів уряду (з 75 до 80 років) у післявоєнній історії Європи Миколи Олександровича Тихонова (нині демонтований).
2 лютого 2016 року згідно з Законом України «Про засудження комуністичного та націонал-соціалістичного (нацистського) тоталітарних режимів в Україні та заборону пропаганди їхньої символіки» площі повернуто давню назву Сергіївська.

## Транспорт
Недалеко від Сергіївського майдану, у районі майдану Конституції знаходиться пересадний вузол між Холодногірсько-Заводської та Салтівської лініями метро, який складається зі станцій Майдан Конституції та Історичний музей. На майдані прокладені трамвайні колії, здійснюється рух трамвайними маршрутами № 3, 5, 6, тролейбусом № 11. Також діють автобусні маршрути: № 11, 231, 246, 304 і 305. З 1996 по 2005 рік від пристані неподалік площі здійснював прогулянкові рейси річками Лопань та Харків теплохід «Ластівка».